# Maurice Legendre (homme politique)
Pour les articles homonymes, voir Maurice Legendre et Legendre.
Maurice Legendre, né le 5 novembre 1919 à Nogent-sur-Marne (Seine), mort le 19 août 2014 à Dreux (Eure-et-Loir), est un homme politique français.

## Biographie
Il est le fils de Gaston Legendre, cheminot et de Lucie Boulland.
Le 15 juillet 1977, sa villa en Corse, à Piazzole où il exploite des ruches, est détruite par un attentat à l'explosif commis par les indépendantistes.

## Détail des fonctions et des mandats
Mandat parlementaire
- 11 mars 1973[a],[3] - 2 avril 1978 : député de la 2e circonscription d'Eure-et-Loir

Mandats locaux
- 1953 - 1997 : maire de Vernouillet (Eure-et-Loir)
- 1967 - 1998 : conseiller général d'Eure-et-Loir